# Huaconada
La huaconada est une danse rituelle péruvienne de l’époque préhispanique originaire du village de Mito (province de Concepción). Elle est une fusion de plusieurs éléments espagnols et incas afin de créer une vision de la morale et des habitudes. Elle garde une relation entre la tradition, la modernité et la conception de l’interdit.  En 2010, il a été proclamé par l' UNESCO comme « patrimoine culturel immatériel de l'humanité ».

## Vêtements
- Chapeau en laine ou chuco artisanal
- Masque en bois avec des traits grotesques
- Blanchet en serge avec des couleurs sombres, qui s’utilise comme cape
- Pantalon noir et tablier blanc en serge
- Chaussettes en laine et « llanque » (sandale rustique) en peau de bœuf
- Fouet en peau de bœuf avec manche en bois

## La festivité
Les hommes qui participent à cette danse rituelle sont très respectés dans leur village. On les appelle les « huacones » qui représentent un conseil d’anciens. Les trois premiers jours de janvier ce conseil obtient le pouvoir absolu dans le village.

## Caractéristiques
Le masque est au cœur du festival. Le nez représente le bec d'un condor, il symbolise une partie du monde andin. Selon la communauté, le masque est transmis de génération en génération et devient un patrimoine symbolique.
Les fouets symbolisent la « traversée de tonnerre » qui représente l’autorité sur le Huacon, la cuti cuti (partie dans laquelle ils se transforment à travers des cercles), Inti Palpoy et Anca Palpoy, figures chorégraphiques liées au rituel des coutumes traditionnelles de l'homme andin.